# Tadao Kashio
Tadao Kashio (樫尾 忠雄?, Kashio Tadao; Nankoku, 26 novembre 1917 – Tokyo, 4 marzo 1993) è stato un imprenditore giapponese, fondatore dell'azienda Casio.
Ingegnere di professione, fondò l'azienda Kashio Seisakujo nell'aprile del 1946 e ne fu presidente dal 1960 al 1988. Capace di portare la Casio al successo nel complicato scenario post bellico giapponese, sotto la sua guida la società sviluppò una gamma internazionale di orologi digitali, registratori di cassa, apparecchiature audio, schermi a cristalli liquidi e altri dispositivi per uso aziendale e privato. 

## Biografia

### Origini e giovinezza
Secondogenito di Shigeru e Kiyono Kashio, nacque nel villaggio di Kureta-mura, attuale città di Nankoku, nella prefettura di Kōchi. Il padre, un risicoltore, si trasferì con l'intera famiglia a Tokyo per lavorare come operaio e contribuì alla ricostruzione della città dopo il grande terremoto del Kantō del 1923. Con un salario modesto, per finanziare gli studi dei figli, Shigeru rinunciò all'utilizzo di mezzi di trasporto per andare e tornare dal lavoro.
Studente modello, da adolescente Kashio cercò subito un'occupazione per aiutare finanziariamente il padre: trovò dapprima lavoro presso una fabbrica di lattine per olio e infine fu assunto in una fabbrica che produceva medaglie militari. Impressionato dalla sua dedizione, il datore di lavoro lo fece assumere come apprendista presso la fabbrica di macchine utensili Enomoto. Anche qui il giovane dimostrò grande passione per il lavoro, tanto da guadagnarsi l'invito da parte del proprietario della fabbrica, Hiroshi Enomoto, ad iscriversi all'Università di Waseda per migliorare ulteriormente le proprie conoscenze. 

### Gli inizi e il matrimonio
Dopo aver ottenuto la laurea in ingegneria, Kashio trovò lavoro come manager e inventore presso un impianto di valvole radio, dimostrando subito ottime competenze organizzative e gestionali. Dedito a offrire il proprio contributo alle truppe imperiali impegnate nella seconda guerra mondiale, ben presto diede vita a una piccola produzione privata di componenti per aerei.
Nel 1943 sposò Shige Noguchi con la quale ebbe quattro figli, tre femmine e un maschio.  

### Nascita della Kashio Seisakujo
Specializzatosi nelle tecnologie di fabbricazione, nell'aprile del 1946 Kashio fondò a Tokyo l'azienda di prodotti elettronici Kashio Seisakujo. Il suo primo prodotto fondamentale fu il tubo yubiwa, un anello che poteva contenere una sigaretta, consentendo a chi lo indossa di fumare la sigaretta fino al filtro, lasciando le mani libere a chi lo indossava. In pieno periodo postbellico e con un Giappone in condizioni gravose, le sigarette erano considerate un bene prezioso e l'invenzione si rivelò un successo.
Durante i primi anni di vita dell'azienda si rivelò assai essenziale l'aiuto dei tre fratelli minori di Tadao, Toshio (1925-2012), Kazuo (1929-2018) e Yukio (1930). Il padre Shigeru fu invece nominato presidente della società. Dopo aver visto i calcolatori elettrici al primo Business Show, nel quartiere di Ginza a Tokyo nel 1949, i fratelli Kashio utilizzarono i loro profitti dalla pipa yubiwa per sviluppare i propri calcolatori. La maggior parte dei calcolatori all'epoca lavoravano usando ingranaggi e potevano essere azionati a mano usando una manovella o usando un motore elettrico. Toshio possedeva una certa conoscenza dell'elettronica e si era proposto di fare un calcolatore usando i solenoidi. La calcolatrice da scrivania fu pronta nel 1954 e fu la prima calcolatrice elettromeccanica del Giappone. 
Nel 1957 i fratelli Kashio rinominarono l'azienda in Casio: conformando il nome della società ai modelli della civiltà e della cultura occidentali, ambivano ad ampliarne il pubblico nei mercati internazionali.
Alla morte del padre nel 1960, Kashio divenne presidente dell'azienda. Sotto la sua guida la Casio divenne un'importante realtà internazionale di beni elettronici di consumo e tra le più note aziende giapponesi per la produzione di orologi. Egli stesso seppe dare numerosi contributi ai suoi prodotti, sfruttando le proprie conoscenze nell'ambito dell'ingegneria, e grazie alla sua passione per la musica ideò e diresse in persona lo sviluppo di sintetizzatori. Kashio guidò la compagnia sino al suo ritiro nel 1988, anno in cui fu sostituito dal fratello Kazuo.

### Gli ultimi anni
Dopo aver lasciato la carica di presidente al fratello Kazuo, Kashio continuò a lavorare in azienda come consulente. 
Morì in un ospedale di Tokyo per un'insufficienza respiratoria il 4 marzo 1993, all'età di 75 anni.  